# La Villeneuve-les-Convers
Pour les articles homonymes, voir Villeneuve.
La Villeneuve-les-Convers est une commune française située dans le département de la Côte-d'Or, en région Bourgogne-Franche-Comté.
Petite commune essentiellement agricole de 52 habitants (en 2005), située à 9 km au sud-ouest du chef lieu de canton Baigneux-les-Juifs. Elle possède un musée (cf : lieux et monuments).

## Géographie

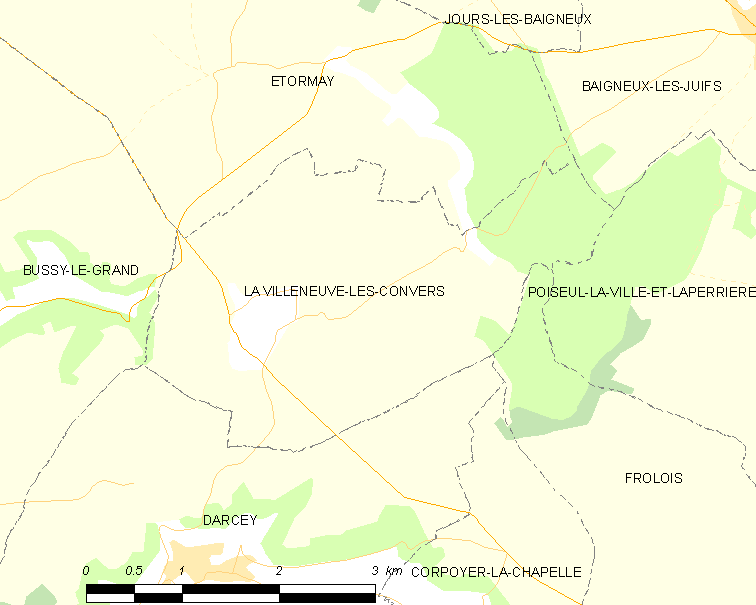

Au sud du plateau du Duesmois, qui se termine sur les versants rives droites des vallées du Vau et de l'Oze, sur la commune voisine de Darcey, le territoire de la Villeneuve (à peine 9 km2) est surtout tourné vers l'agriculture. Une petite part, dans la pointe nord-est que forment les limites du territoire, est occupée par les bois de la Côte de l'Étang-Neuf qui se prolongent par d'autres bois sur les communes voisines d'Étormay et de Frôlois. Le terrain est doucement vallonné, variant de 363 m dans la combe Villonne à l'est, à 424 m en haut de la Côte de l'Étang-Neuf. Le village est situé à l'ouest du territoire, au bout de la combe qui prolonge la vallée du ruisseau de la Forge (commune de Bussy-le-Grand), sur la D 19 qui relie Montbard à la région de Grancey-le-Château en direction de Langres, et tout proche du croisement de cette route (carrefour de la Croix-Pingenet) avec la D.954 (Semur-en-Auxois / Aignay-le-Duc). Proche du point de jonction des anciennes routes Paris/Dijon par Troyes et Paris/Dijon par Sens, La Villeneuve a longtemps été un important relais de poste pour les véhicules hippomobiles.

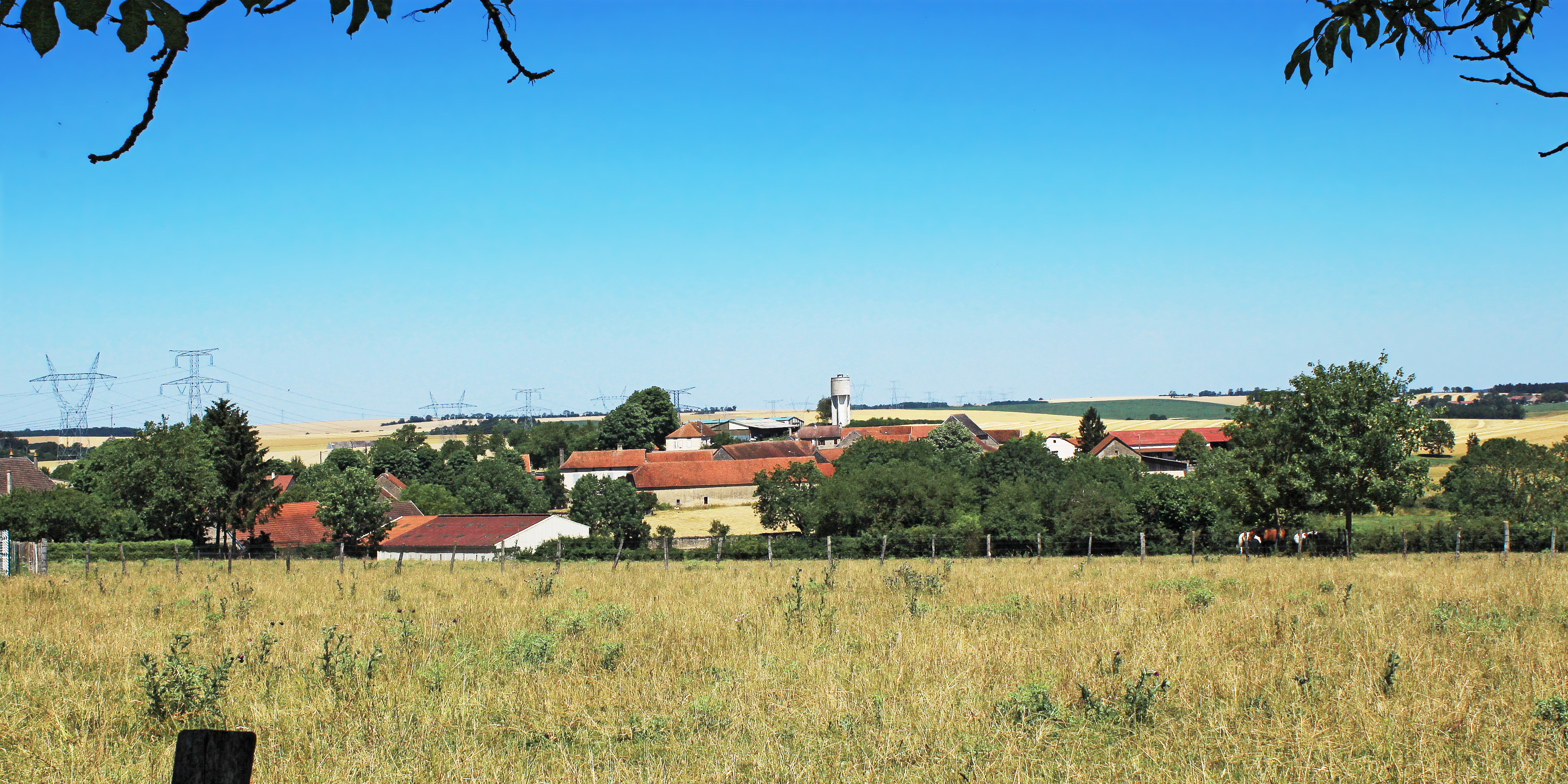
Le village sur le plateau agricole.

### Hameaux, écarts, lieux-dits
La population est regroupée dans le village, la commune n'a pas de hameaux rattachés.
- Habitat ou bâti écarté : ferme de l'Étang-Neuf.
- Lieux-dits d'intérêt local : la Croix-Pingenet (carrefour), combe du Porroux (étangs), Côte de l'Étang-Neuf (bois), le Bois-Vert (tumulus).

### Hydrologie
Malgré de nombreuses sources, le réseau hydraulique de la Villeneuve-les-Convers n'est en apparence pas très développé. C'est une zone où le sous-sol karstique fait de calcaires du Jurassique a été miné par l'eau qui s'y infiltre, donnant naissance a des sources exsurgentes dans les versants du plateau. Dans la zone agricole, plusieurs sources (la Combe Villonne, le pré Quévenet, mares de la combe du Porroux) ne donnent pas naissance à des rivières. Par contre dans le sillon qui coupe la pointe du territoire en lisière des bois au N.E., prend naissance le ruisseau de l'Étang Neuf qui va rejoindre la Laignes, il est alimenté par plusieurs sources : la Rétouse, la Gravelotte,… pourtant la Laignes (ou ruisseau de Marcenay) disparaît plus loin sur la commune de Puits (cette perte karstique a sa résurgence dans le village de Laignes).

### Climat
Pour des articles plus généraux, voir Climat de la Bourgogne-Franche-Comté et Climat de la Côte-d'Or.
En 2010, le climat de la commune est de type climat des marges montargnardes, selon une étude du Centre national de la recherche scientifique s'appuyant sur une série de données couvrant la période 1971-2000. En 2020, Météo-France publie une typologie des climats de la France métropolitaine dans laquelle la commune est exposée à un climat océanique altéré et est dans la région climatique  Lorraine, plateau de Langres, Morvan, caractérisée par un hiver rude (1,5 °C), des vents modérés et des brouillards fréquents en automne et hiver. 
Pour la période 1971-2000, la température annuelle moyenne est de 10 °C, avec une amplitude thermique annuelle de 16,7 °C. Le cumul annuel moyen de précipitations est de 879 mm, avec 13 jours de précipitations en janvier et 8,3 jours en juillet. Pour la période 1991-2020, la température moyenne annuelle observée sur la station météorologique de Météo-France la plus proche, « Montbard_sapc », sur la commune de Montbard à 19 km à vol d'oiseau, est de 11,4 °C et le cumul annuel moyen de précipitations est de 853,5 mm,. Pour l'avenir, les paramètres climatiques de la commune estimés pour 2050 selon différents scénarios d'émission de gaz à effet de serre sont consultables sur un site dédié publié par Météo-France en novembre 2022.

## Urbanisme

### Typologie
Au 1er janvier 2024, La Villeneuve-les-Convers est catégorisée commune rurale à habitat très dispersé, selon la nouvelle grille communale de densité à 7 niveaux définie par l'Insee en 2022.
Elle est située hors unité urbaine et hors attraction des villes,.

### Occupation des sols
L'occupation des sols de la commune, telle qu'elle ressort de la base de données européenne d’occupation biophysique des sols Corine Land Cover (CLC), est marquée par l'importance des territoires agricoles (86,9 % en 2018), une proportion identique à celle de 1990 (86,9 %). La répartition détaillée en 2018 est la suivante : terres arables (81 %), forêts (13,1 %), zones agricoles hétérogènes (5,3 %), prairies (0,6 %). L'évolution de l’occupation des sols de la commune et de ses infrastructures peut être observée sur les différentes représentations cartographiques du territoire : la carte de Cassini (XVIIIe siècle), la carte d'état-major (1820-1866) et les cartes ou photos aériennes de l'IGN pour la période actuelle (1950 à aujourd'hui).

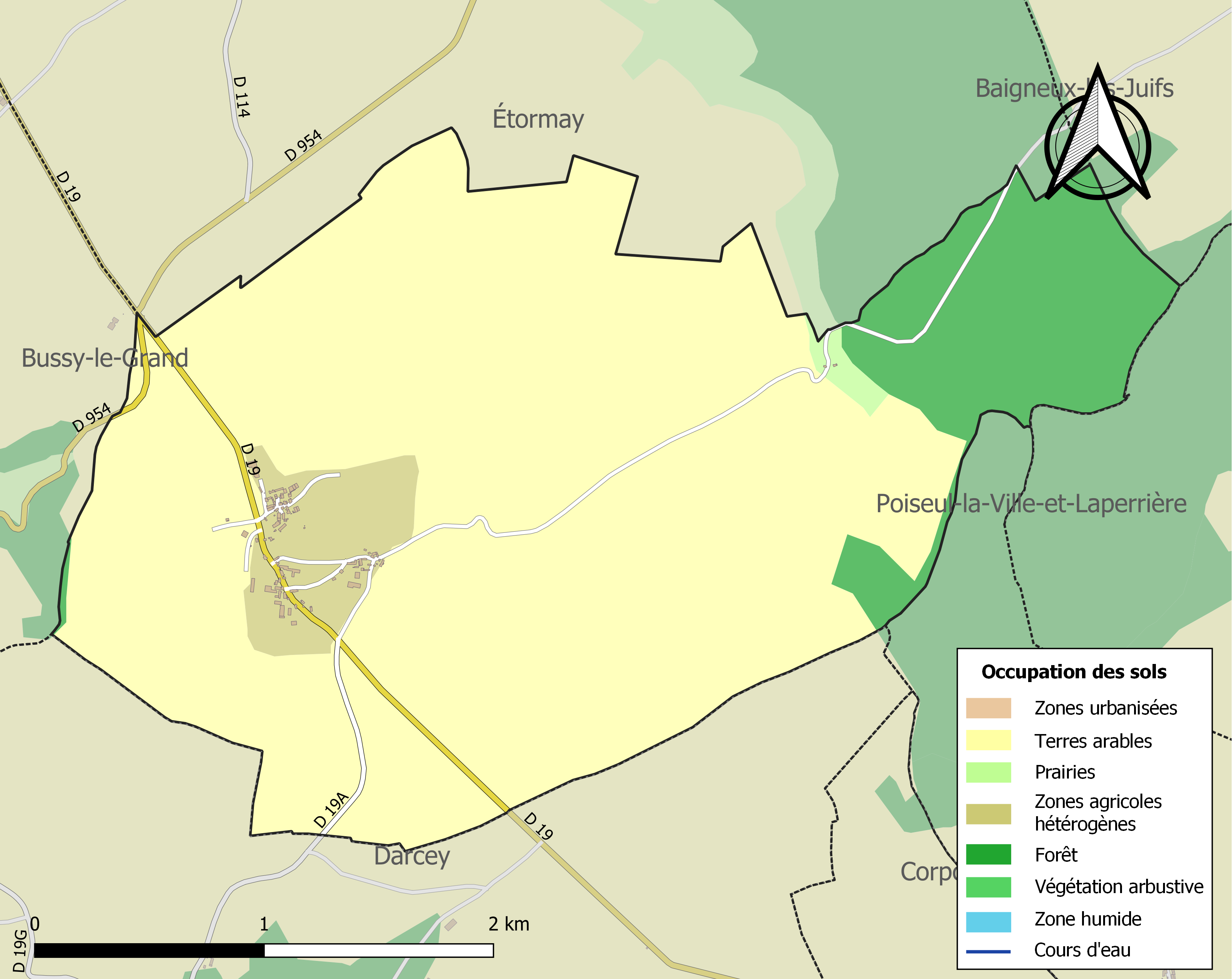
Carte des infrastructures et de l'occupation des sols de la commune en 2018 (CLC).

## Histoire[15]

### Antiquité
Le tumulus du Bois-Vert fouillé en 1913 révèle une sépulture gauloise dont les vestiges sont classés monuments historiques depuis le 30 mai 1921. Il semble qu'une grande villa gallo-romaine ait succédé à un village gaulois primitif. Celle-ci est ruinée au IVe siècle par le passage des hordes barbares.

### Moyen Âge
Le village actuel est mentionné au VIIIe siècle dans un testament. Ses habitants sont affranchis assez tôt et une chapelle est construite à l'emplacement du cimetière actuel. Au cours du temps, le village porte différents noms : villanova montae, novillemontem. Puis la Villeneuve les convers, car les terres environnantes sont défrichées et cultivées par des frères convers de l'abbaye de Fontenay au XIIIe siècle.

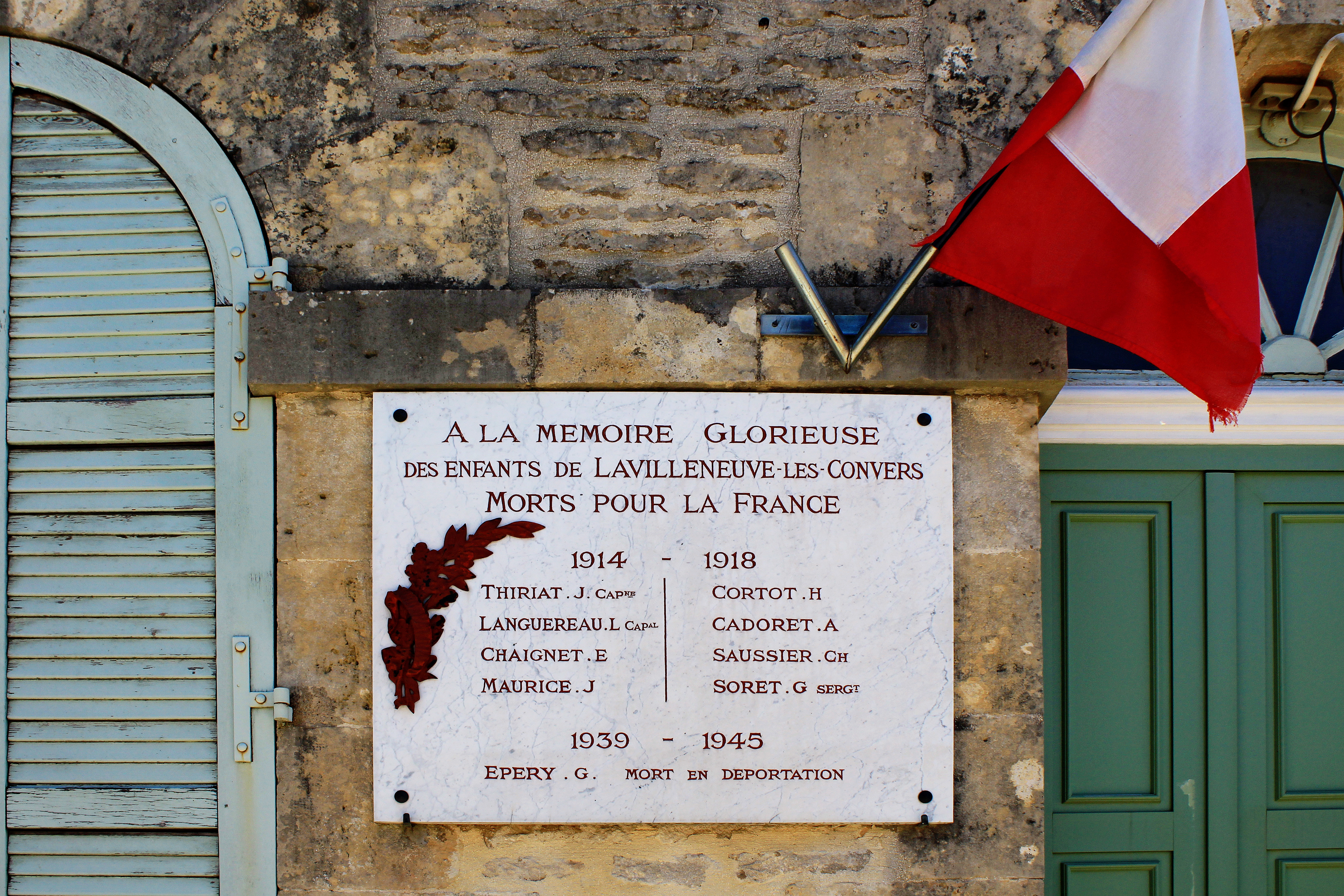
Plaque aux morts des guerres sur la mairie.
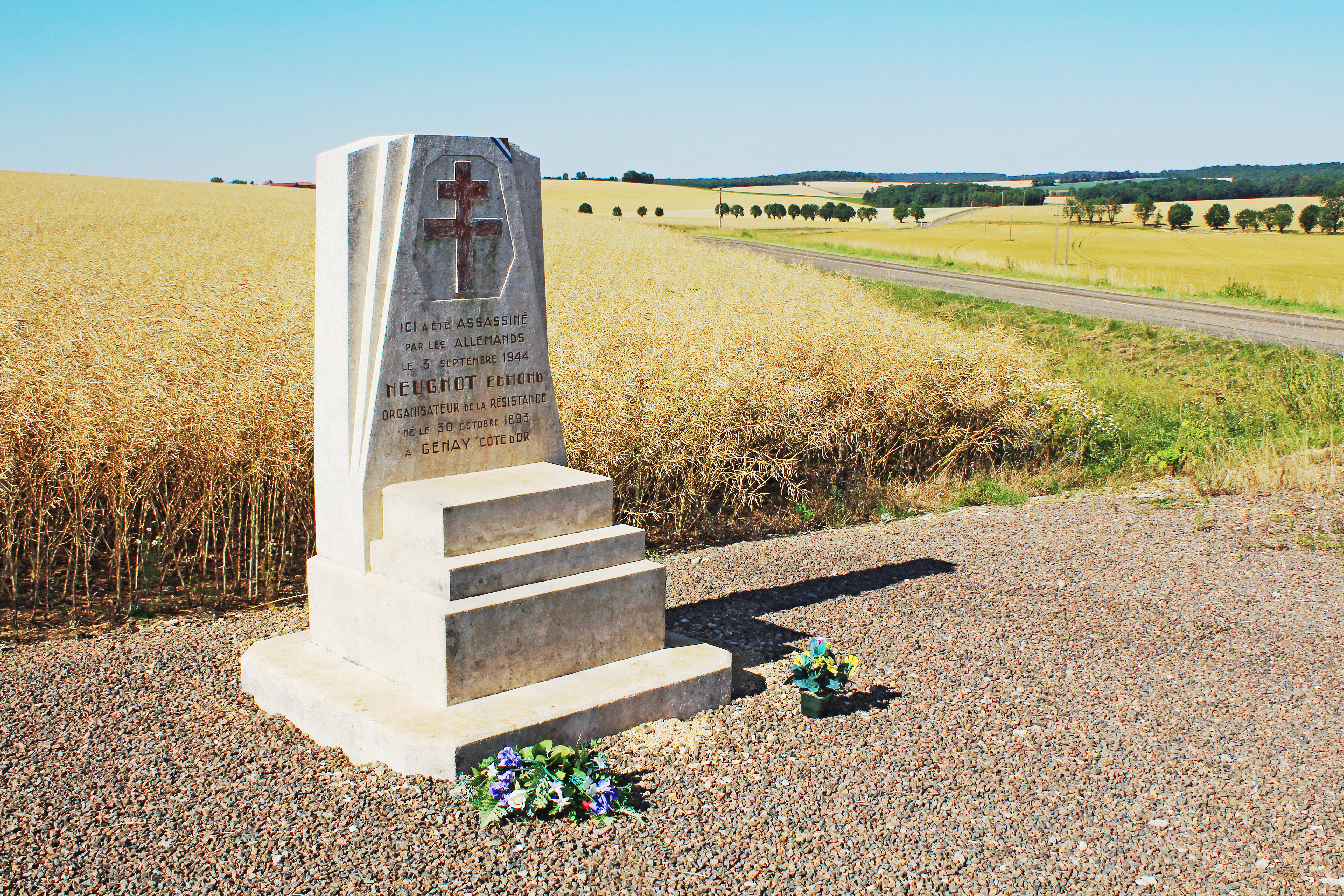
Monument au résistant Edmond Neugnot (carrefour de la Croix-Pingenet).

## Politique et administration
| Période                                  | Période   | Identité     | Étiquette | Qualité |
| ---------------------------------------- | --------- | ------------ | --------- | ------- |
| mars 2001                                | mars 2008 | Nicole Mauro | SE        |         |
| mars 2008                                | mai 2020  | Dino Mauro   | PCF       |         |
| Les données manquantes sont à compléter. |           |              |           |         |

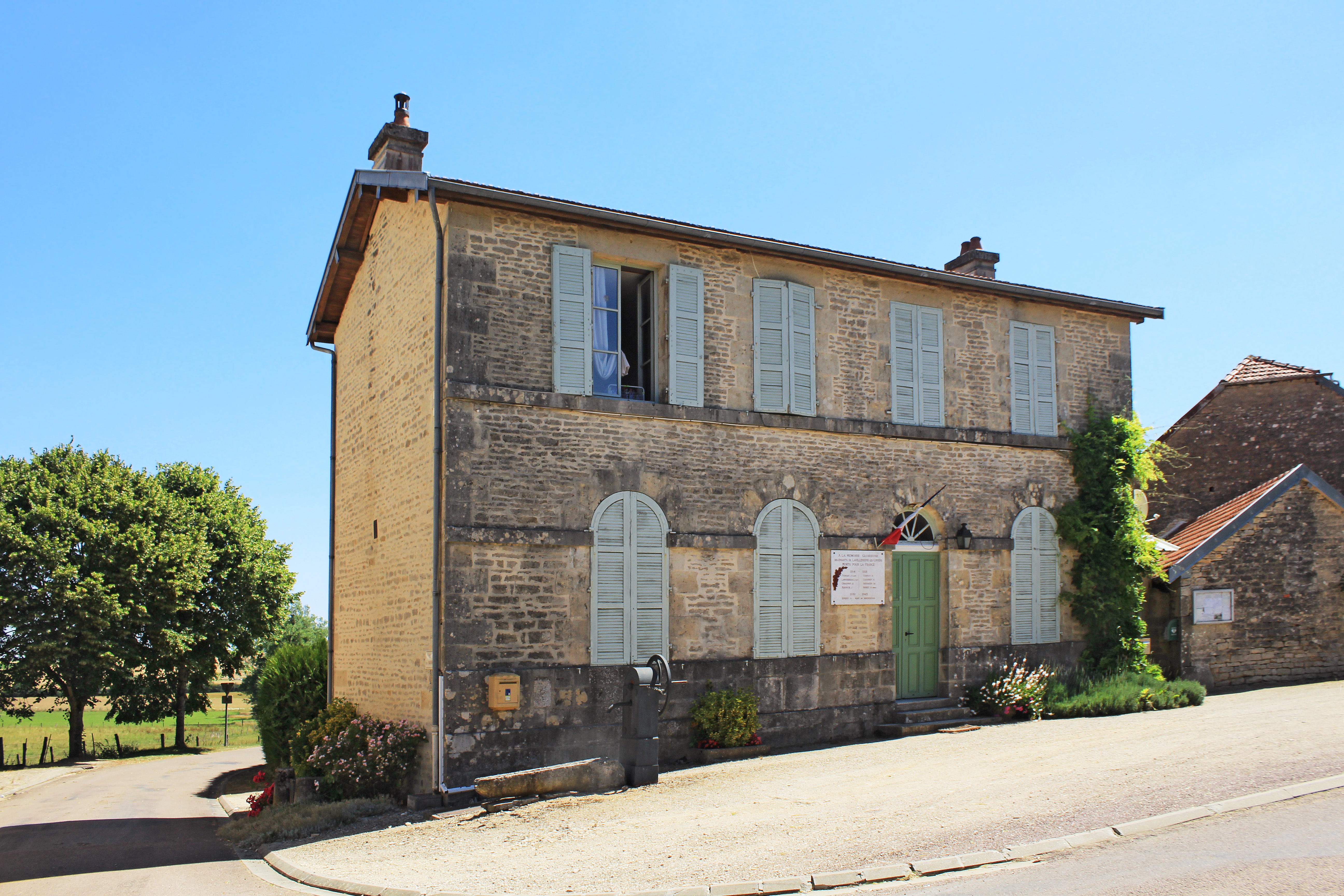
Mairie de la Villeneuve-les-Convers (répertorié IGPC 1990).

La Villeneuve-les-Convers appartient :
- à l'arrondissement de Montbard,
- au canton de Châtillon-sur-Seine et
- à la communauté de communes du Pays Châtillonnais.

## Démographie

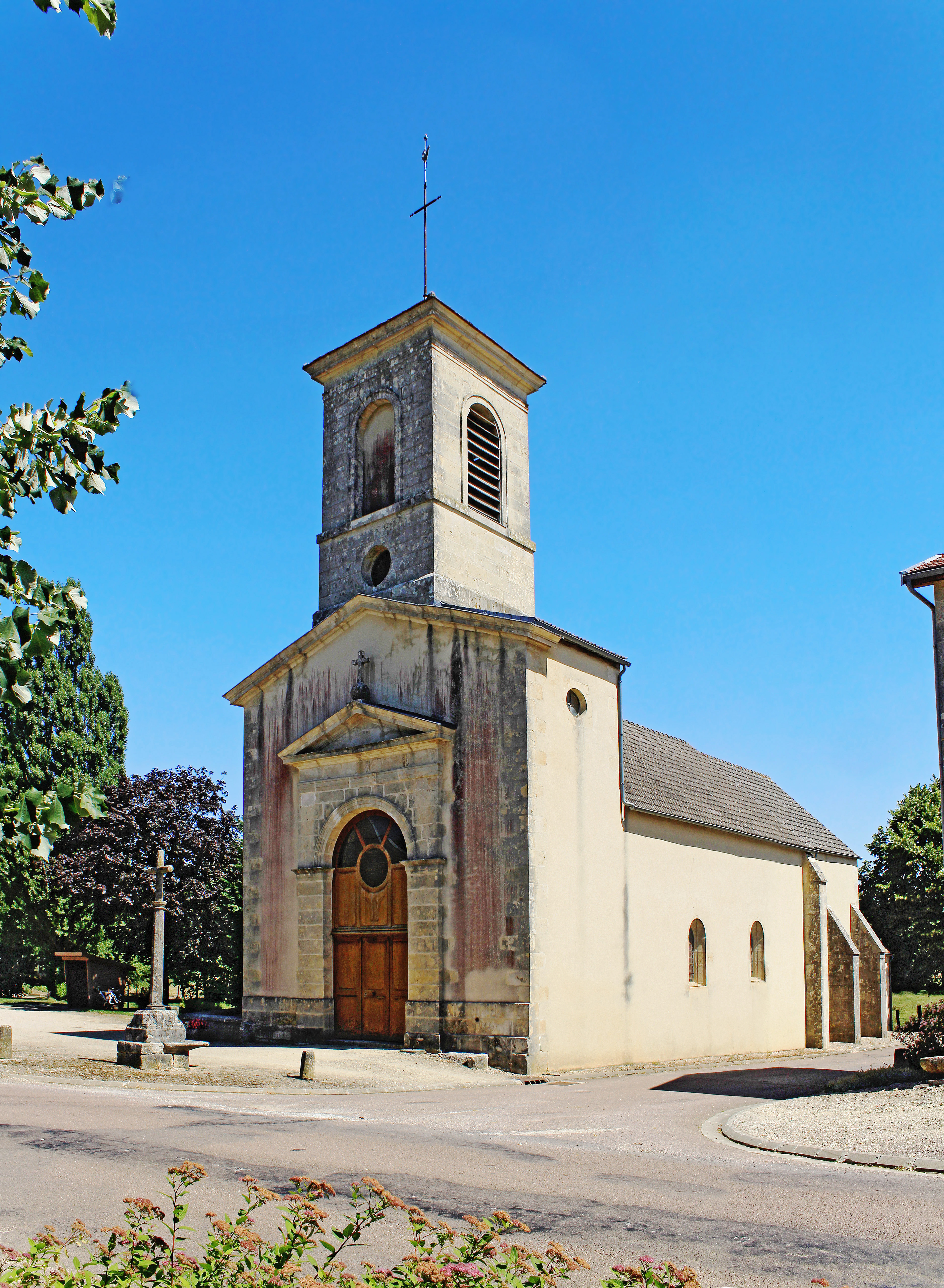
L'église à façade néo-classique.

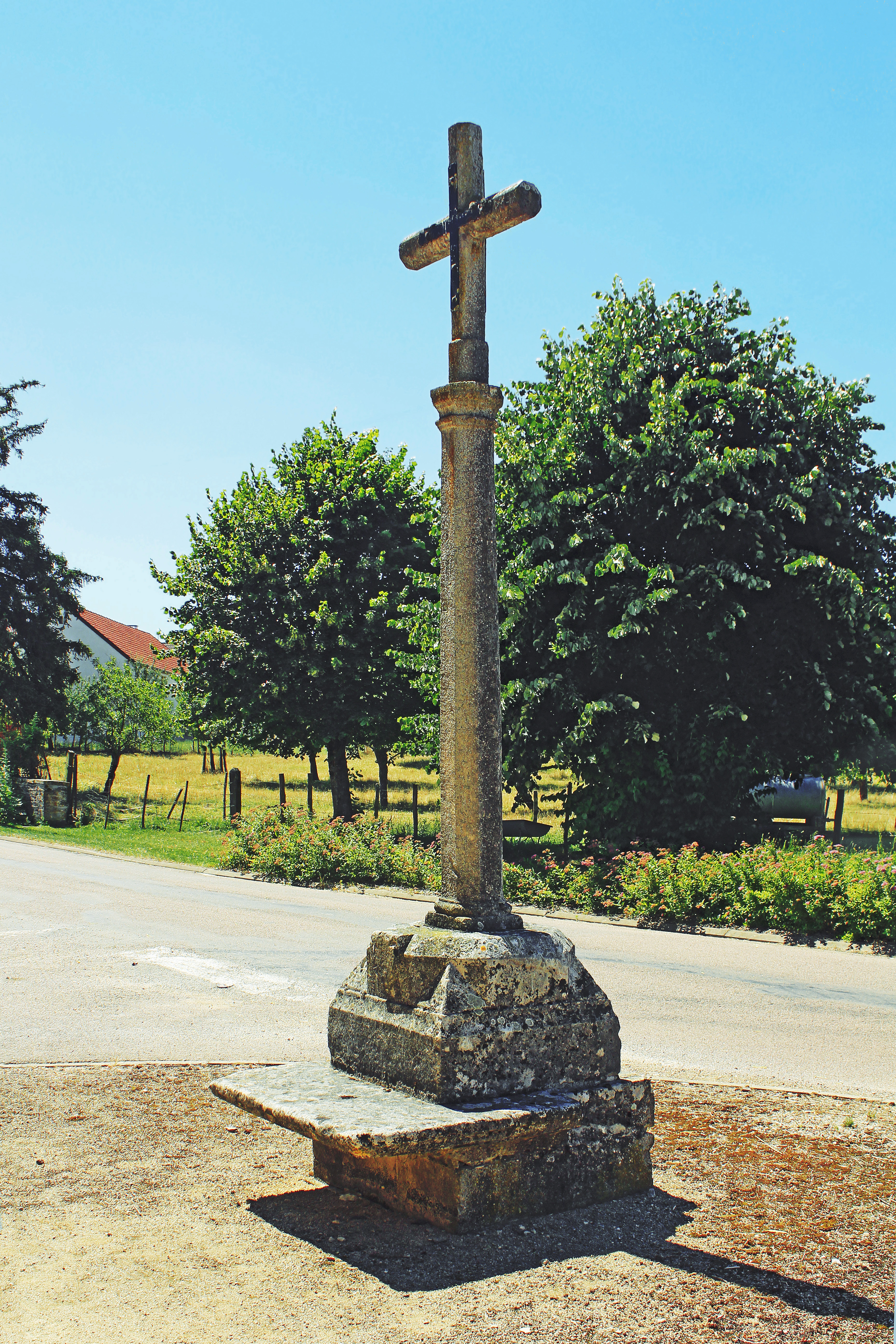
Croix à reposoir (répertoriée IGPC 1990) devant l'église.

L'évolution du nombre d'habitants est connue à travers les recensements de la population effectués dans la commune depuis 1793. Pour les communes de moins de 10 000 habitants, une enquête de recensement portant sur toute la population est réalisée tous les cinq ans, les populations de référence des années intermédiaires étant quant à elles estimées par interpolation ou extrapolation. Pour la commune, le premier recensement exhaustif entrant dans le cadre du nouveau dispositif a été réalisé en 2008.

En 2022, la commune comptait 60 habitants, en évolution de +27,66 % par rapport à 2016 (Côte-d'Or : +0,82 %, France hors Mayotte : +2,11 %).
| 1793 | 1800 | 1806 | 1821 | 1836 | 1841 | 1846 | 1851 | 1856 |
| ---- | ---- | ---- | ---- | ---- | ---- | ---- | ---- | ---- |
| 192  | 183  | 213  | 180  | 177  | 190  | 192  | 191  | 186  |

| 1861 | 1866 | 1872 | 1876 | 1881 | 1886 | 1891 | 1896 | 1901 |
| ---- | ---- | ---- | ---- | ---- | ---- | ---- | ---- | ---- |
| 167  | 155  | 143  | 138  | 117  | 134  | 146  | 134  | 134  |

| 1906 | 1911 | 1921 | 1926 | 1931 | 1936 | 1946 | 1954 | 1962 |
| ---- | ---- | ---- | ---- | ---- | ---- | ---- | ---- | ---- |
| 127  | 121  | 97   | 89   | 85   | 77   | 74   | 63   | 59   |

| 1968 | 1975 | 1982 | 1990 | 1999 | 2006 | 2008 | 2013 | 2018 |
| ---- | ---- | ---- | ---- | ---- | ---- | ---- | ---- | ---- |
| 55   | 52   | 52   | 43   | 35   | 39   | 40   | 42   | 58   |

| 2022 | - | - | - | - | - | - | - | - |
| ---- | - | - | - | - | - | - | - | - |
| 60   | - | - | - | - | - | - | - | - |

## Lieux, monuments et pôles d'intérêt
En 2016, la commune compte 1 monument inscrit à l'inventaire des monuments historiques, 16 monuments ou édifices répertoriés à l'inventaire général du patrimoine culturel et 26 objets répertoriés à l'inventaire général du patrimoine culturel.
- Le tumulus du Bois-Vert,  Classé MH (1921)[27].
- plusieurs croix anciennes inscrites à l'inventaire des monuments historiques.
- L'église Saint-Nazaire-et-Saint-Celse (répertorié IGPC 1990)[28] renferme un remarquable groupe en pierre polychrome du XVIe, l'Adoration des mages (répertorié IGPC 1993)[29] et une statue en bois peint de sainte Scolastique du XVe siècle (répertorié IGPC 1993)[30].
- Le lavoir du XVIIe siècle (répertorié IGPC 1990)[31].
- musée du matériel agricole[32].